# Finnegans Wake
Finnegans Wake (do češtiny tradičně překládáno jako Plačky nad Finneganem, nicméně dílo nebylo česky vydáno celé a úryvky nesly jiný název) je poslední dílo Jamese Joyce. Joyce se na něj připravoval od vydání Odyssea v roce 1922, v ucelenější formě na něm ale začal pracovat až v roce 1924, nejprve pod titulem „A New Unnamed Work“ (Nové nepojmenované dílo), později pod titulem „Work in Progress“ (do češtiny tradičně překládáno jako Dílo v zrodu). V průběhu práce byl konečný název tajemstvím mezi Jamesem Joycem a jeho manželkou, Norou Barnaclovou, a byl zveřejněn až krátce před vydáním v roce 1939 (román byl dokončen už v roce 1938 a předtím otištěno několik ukázek, viz níže).
Sedmnáct let, po která pracoval na rozsáhlém díle, bylo pro Joyce velmi těžkých. Prodělal několik operací oka, ztratil mnoho dobrých přátel a řešil mnoho osobních problémů.
Román je napsán zvláštním, snovým jazykem (Joyce ho nazýval „jazyk řek“), slova jsou záměrně komolena a následují po sobě většinou na základě souzvuku a nikoli na základě významu, věty nedávají smysl, dílo je protkáno mnoha narážkami a slovními hříčkami (například slova jsou komolena tak, aby připomínala názvy řek). Děj románu je tak ve sledu zdánlivě nelogicky na sebe navazujících slovních hříček či asociací bez jakéhokoli zjevného smyslu nemožné rozeznat. Dílo je v obvyklém slova smyslu téměř nečitelné.
Název románu je úprava názvu staré irské komické balady o zedníku Finneganovi, který při pádu ze zdi zdánlivě zemřel. Při pohřební hostině (anglicky wake, což ovšem znamená také „probuzení“, tento význam se ale většinou v překladech nezohledňuje) do úst mrtvého těla ukápla whiskey, načež mrtvý ožil. Balada se jmenuje Finnegan's Wake (doslova Finneganova pohřební hostina nebo Finneganovo probuzení - slovo wake může mít dva významy). Z prvního slova názvu (Finnegan's, anglický genitiv od příjmení Finnegan) Joyce odstranil apostrof, čímž se z genitivu stal plurál.[zdroj?] Název balady Joyce zvolil jako ironický symbol věčného koloběhu života, který je v knize naznačen i jinak (například faktem, že kniha začíná i končí uprostřed věty).
Postavami Finnegans Wake jsou: dublinský hostinský Humphrey Chimpden Earwicker (HCE, zkratka je také vykládána jako Here Comes Everybody, tj. Tudy přichází každý, vlastně Finnegan), jeho manželka Anna Livia Plurabella (ALP, jméno je slovní hříčkou na jméno irské řeky Liffey, latinsky Amnius Livius) a jejich synové a dcery, jmenovaní v románu různými jmény. Joyce zdůrazňuje, že hrdinou jeho románu je vlastně každý (jméno hlavní postavy je vykládáno i jako Here Comes Everybody, tj. Tudy přichází každý, stejně tak slovní hříčky se slovy Finnegan a Everyman, tedy Finnegan a Kdokoli), postavy jsou ztotožňovány s různými významnými osobnostmi, děj se vyvíjí za neproniknutelným závojem slovních hříček téměř nesledovatelně. Martin Amis o Finnegans Wake řekl: „Je to šestisetstránková hádanka, na kterou je odpověď the.“ („The“ je v angličtině určitý člen).
Dílo bylo dokončeno v roce 1938, již v průběhu psaní ale vycházely kratší či delší úryvky:
- poprvé v roce 1924 pod názvem Work in Progress (Dílo ve vývoji)
- v roce 1928 poměrně rozsáhlý fragment Anna Livia Plurabella (v roce 1932 vyšel český překlad tohoto fragmentu od Adolfa Hoffmeistera, Vladimíra Procházky a Marie Weatherallové jako jediný český překlad části tohoto díla)
- v roce 1929 fragment Shem and Shaun (Shem a Shaun)
- v roce 1930 fragment Haveth Childers Everywhere (titul je záměrně kostrbatou archaickou angličtinou, dal by se přeložit Míť on díťy všude, jedná se o další výklad zkratky HCE)
- v roce 1937 fragment Storiella as she is young (Storiella jako ona je mladá)
- v roce 1939 konečně celé dílo v londýnském nakladatelství Faber and Faber.

## Ukázka
| „ | riverrun, past Eve and Adam's, from swerve of shore to bend of bay, brings us by a commodius vicus of recirculation back to Howth Castle and Environs. | “ |

| „ | protéká za Evou a Adamem od pobřežního pokroucení k zahnutí zálivu, přináší nás kolem commodia vica koloběhu zpět ke hradu Howth a okolí. | “ |

První věta románu (román začíná a končí uprostřed věty), český překlad je doslovný, pouze orientační a nezahrnuje slovní hříčky a zvukovou podobnost slov. Evou a Adamem je míněn dublinský kostel stejného jména, commodiem vicem filosof Giambattista Vico, jehož filozofií byl Joyce velmi ovlivněn, zároveň jde o slovní hříčku s latinským commodius vicus, tedy asi pohodlná vesnička, Howth je hrad poblíž Dublinu.